# North Creake
North Creake är en ort och civil parish i Storbritannien.   Den ligger i grevskapet Norfolk och riksdelen England, i den sydöstra delen av landet, 170 km norr om huvudstaden London. North Creake ligger 21 meter över havet och antalet invånare är 414.
Terrängen runt North Creake är huvudsakligen platt. North Creake ligger nere i en dal. Runt North Creake är det ganska tätbefolkat, med 104 invånare per kvadratkilometer. Närmaste större samhälle är Fakenham, 10,8 km sydost om North Creake. Trakten runt North Creake består till största delen av jordbruksmark.